# Татимов, Мухаметкали Койшибаевич
Мухаметкали Койшибаевич Татимов (1894—1938) — советский государственный деятель, нарком труда (1924—1928), нарком здравоохранения (1928—1930) Казахской АССР.
Родился 4 апреля 1894 года в ауле Узунбулак Абралинской волости Каркаралинского уезда Семипалатинской области. Происходит из подрода байбори рода каракесек племени аргын.
С 10-летнего возраста батрачил пастухом, затем водовозом в Семипалатинске. В 1912 году добывал золото на Ленских приисках Бодайбо. В 1914—1918 годах работал шахтёром под Иркутском, матросом на пароходе, молотобойцем в железнодорожном депо в Омске.
В 1918 году вступил в Красную Армию и в РКП(б). Воевал на Северном Урале, в Первом путиловском кавалерийском полку командовал взводом пулемётчиков. О нём упоминает Сакен Сейфулин в своём историко-мемуарном романе «Тернистый путь».
В 1919—1920 годах слушатель курсов политработников 3-й армии. В 1920 г. руководитель секций казахской и татарской молодежи Семипалатинского губкома РКП(б), инициатор создания молодёжной организации в Кустанайском уезде. В том же году ушёл на фронт, участвовал в ликвидации банд Махно и Антонова.
Дальнейший послужной список:
- 1921—1922 военный комиссар Каркаралинского уезда;
- 1923—1924 ответственный работник Семипалатинского губкома РКП(б);
- 1924—1928 нарком труда КазАССР;
- 1928—1930 нарком здравоохранения КазАССР;
- 1930—1932 слушатель курсов марксизма-ленинизма ЦК ВКП(б) (Москва);
- 1932—1937 председатель Карагандинской областной контрольной комиссии и рабоче-крестьянской инспекции.

В 1929—1930 гг. первый главный редактор журнала Денсаулык жолы.
Награждён орденом Красного Знамени (1927). В 1924—1930 и 1936—1937 гг. член ЦИК Казахстана, член бюро краевого комитета партии.
Арестован 10 августа 1937 года. Приговор — ВМН, приведён в исполнение 25 февраля 1938 года. Реабилитирован в ноябре 1956 года.
Жена — Татимова Шакитай Курмановна (1908—1965).